# First Day of My Life (singel Garou)
"First Day Of My Life" – czwarty singel z pierwszej anglojęzycznej płyty Garou, Piece of My Soul. Piosenkę napisał Guy Chambers, twórca największych przebojów Robbiego Williamsa. Utwór jest coverem piosenki w oryginale zaśpiewanej przez Melanie C.